# Departamento San Ignacio
El Departamento San Ignacio se ubicada en el Oeste de la provincia de Misiones, Argentina.
Limita con los departamentos de Libertador General San Martín, Cainguás, Oberá, Candelaria y la República del Paraguay.
El departamento tiene 1.607 km², equivalente al 5,4% del total de la provincia.
A pesar de que su cabecera departamental es el histórico pueblo de San Ignacio, la localidad con mayor número de habitantes es Jardín América. Por su rica historia, otro pueblo de relevancia es Corpus, otrora capital del Territorio Nacional de Misiones.

## Toponimia
El nombre de este distrito recuerda a San Ignacio de Loyola, fundador de la Compañía de Jesús, institución católica que mantuvo amplia influencia en la zona durante dos siglos, aproximadamente.

## Economía
Sus principales actividades económicas están emparentadas con el cultivo agrario, especialmente de yerba mate, té, mandioca, ananá, cítricos y otros productos de horticultura, así como diversos emprendimientos madereros.
En cuanto al turismo, en este departamento se halla el pueblo de San Ignacio, la segunda localidad más visitada de la provincia. En ella descansan los restos de la reducción de San Ignacio Miní, máxima expresión de la cultura jesuítica-guaraní. Junto a los vestigios de Nuestra Señora de Santa Ana, Santa María La Mayor y Nuestra Señora de Loreto, conforma el denominado “Circuito de las Reducciones”.

## Población

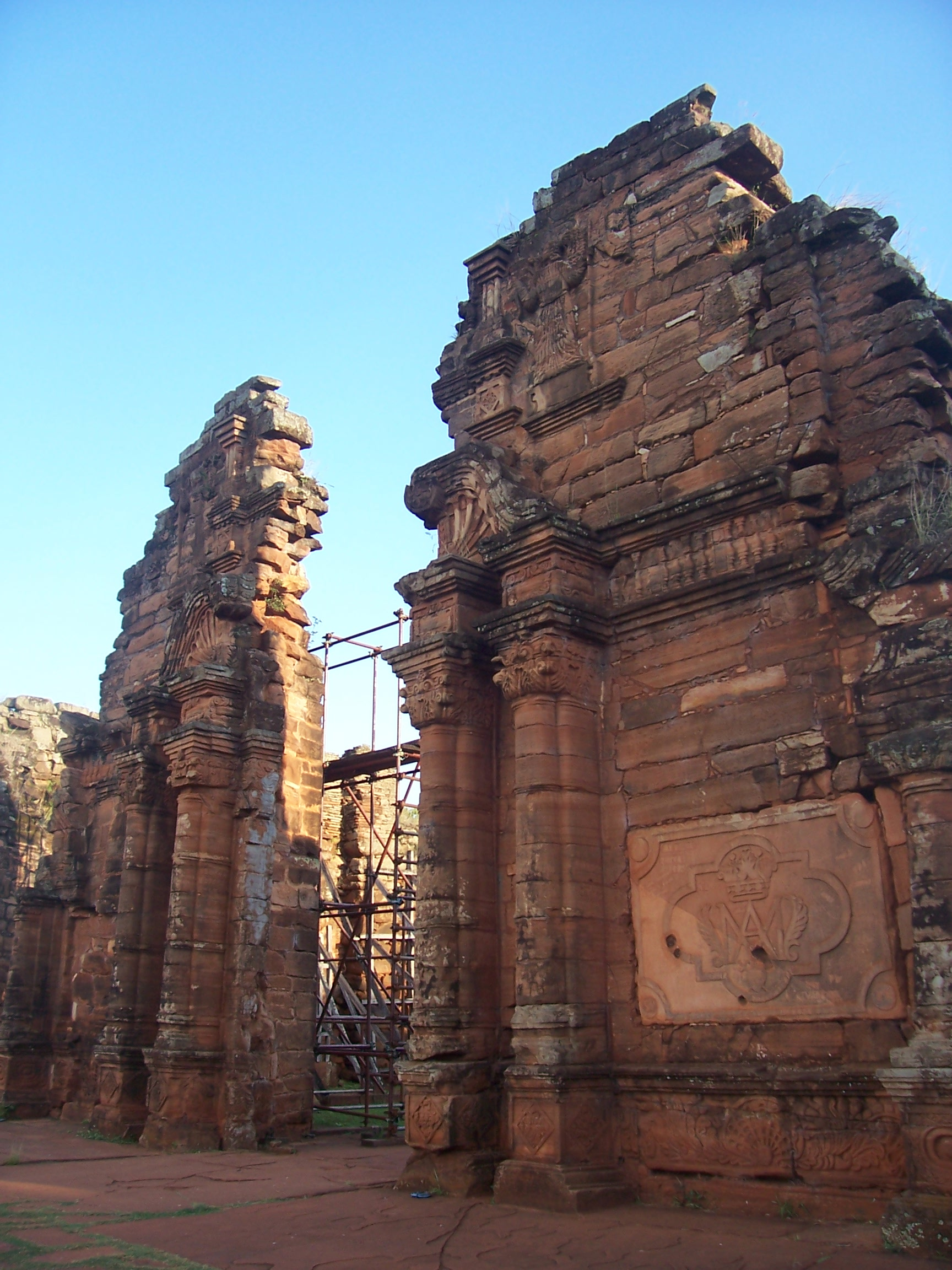
Reducciones Jesuíticas de
San Ignacio Miní

Su población fue de 63 694 habitantes, según el censo 2022 (INDEC) frente a los 57 728 habitantes (Indec,2010) del censo anterior, lo que representó un incremento del 9,8% menor al crecimiento provincial que fue del 16,1%.Estos datos le valieron tener la sexta mayor población de la provincia.